# Quemadmodum Deus

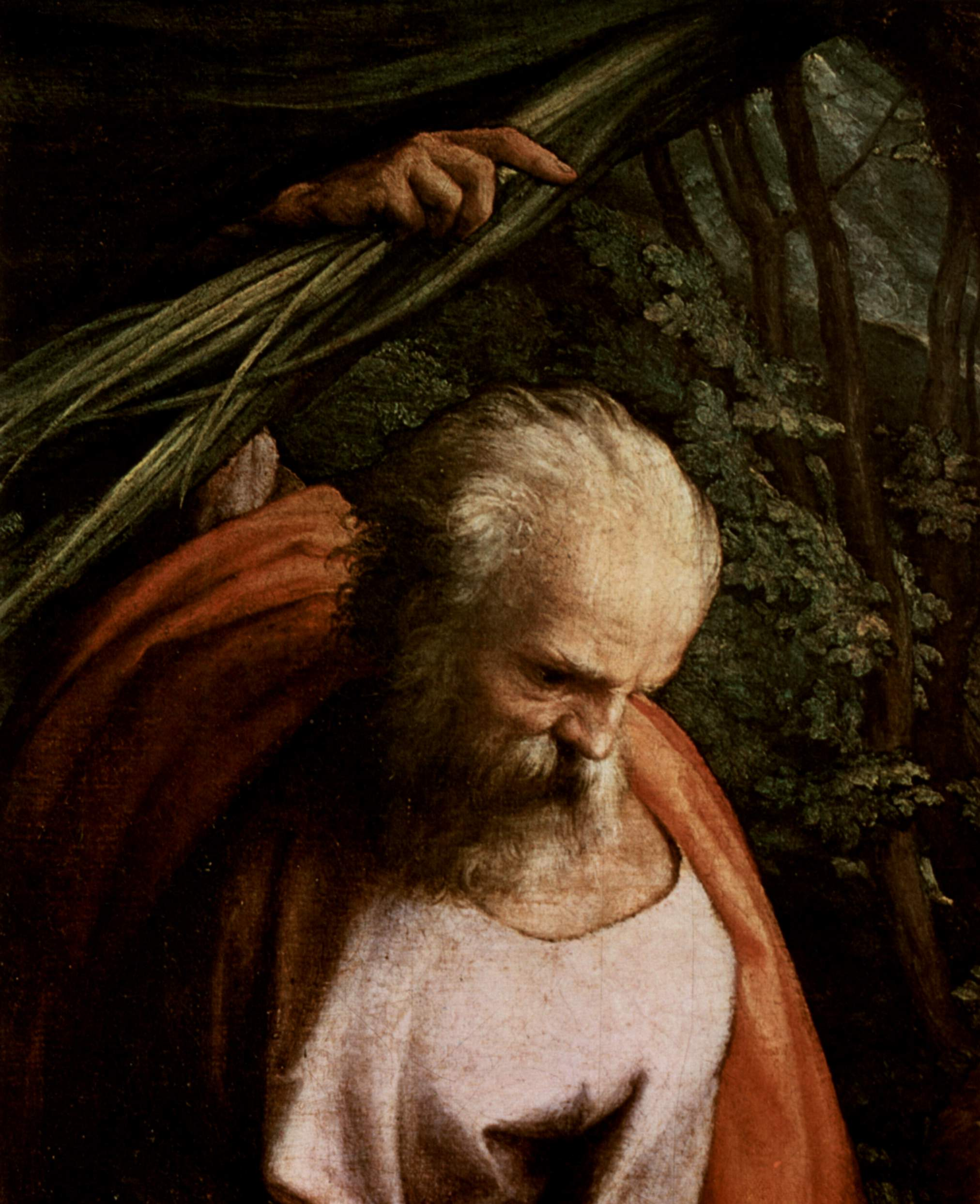
Sint Jozef, Patroon van de Kerk

Quemadmodum Deus  (Latijn voor Zoals God) is een decreet van de Congregatie voor de Riten van 8 december 1870 waarmee het besluit van paus Pius IX om Jozef van Nazareth uit te roepen tot Patroon van de Kerk werd bevestigd. Jozef was als hoofd van het Heilig Huisgezin belast met de zorg voor Gods dierbaarste schatten. Als echtgenoot van de Maagd Maria en als voedstervader van Jezus is hij altijd vereerd binnen de Kerk en aangeroepen als voorspraak in tijden van moeilijkheden. 
Nu de Kerk zich in grote moeilijkheden bevond - de bezittingen van het Patrimonium Petri waren ingelijfd bij het nieuwe Koninkrijk Italië - hadden verschillende prelaten zich tot de paus gewend de bede Jozef aan te wijzen als Patroon van de Kerk. De paus heeft daarmee ingestemd.
De paus stelt met dit decreet eveneens vast dat het Hoogfeest van de Heilige Jozef, op 19 maart, voortaan een feest van de Eerste Klasse zal zijn. Deze feestdag zal er wel één zijn zonder octaaf, aangezien het hoogfeest meestal in de tijd van de vasten valt.
Vijftig jaar na dit decreet zou paus Benedictus XV met het motu proprio Bonum Sane de katholieken aansporen tot het verrichten van geestelijke oefeningen ter ere van de Heilige Jozef.

## Bron
- (en)  Quemadmodum Deus